# Slim Dusty
Slim Dusty, pseudonimo di David Gordon Kirkpatrick (Kempsey, 13 giugno 1927 – Sydney, 19 settembre 2003), è stato un cantautore australiano, esponente di musica country.

## Biografia
La sua carriera ricoprì un arco temporale di circa sette decenni. Registrò numerose canzoni canzoni basate sui testi dei poeti Henry Lawson e Banjo Paterson. La sua prima hit fu il brano A Pub with No Beer (1957), co-scritto con Gordon Parsons.
Vinse 2 ARIA Awardse 37 Golden Guitar. Fu inserito nella ARIA Hall of Fame. Prima della morte, avvenuta all'età di 76 anni, stava lavorando al suo 106º album per la EMI Records.
Era padre della cantante Anne Kirkpatrick.